# Bureau voor juridische bijstand
Het Bureau voor Juridische Bijstand is tweedelijnsbijstand (pro Deo), georganiseerd bij de balie van elk gerechtelijk arrondissement in België. Het Bureau organiseert kosteloze juridische bijstand aan minvermogenden.
Iedereen kan een aanvraag indienen om in aanmerking te komen voor juridische bijstand of om een pro-Deoadvocaat toegewezen te krijgen. Op basis van het inkomen van de aanvrager wordt dan onderzocht of deze laatste al dan niet in aanmerking komt.
In de Franstalige gerechtelijke arrondissementen wordt dit georganiseerd door Bureau d'Aide Juridique.